# Laukkai
Laukkai (également connu sous le nom de Laukkaing, Laogai ou Laokai) (en birman: လောက်ကိုင်မြို, en shan: လဝ်ႉၵႆႇ၊ ဝဵင်း, en chinois simplifié: 老街, en pinyin: Lǎojiē) est une ville de Birmanie, capitale administrative, de la zone autonome du Kokang (en) et la principale ville du township de Laukkaing (en) au nord-est de l'État shan. Elle est située à environ 16 km de la frontière chinoise et de la ville de Nansan (en). Le mandarin du sud-ouest et les caractères chinois sont largement utilisés par la population à majorité chinoise du Kokang (en) et le yuan est en circulation. Elle est distante de 188 km de Lashio, la plus grande ville du nord de l'état. En 2014, sa population s'élevait à 23 435 habitants. Laukkai est connue pour ses jeux de hasard, sa prostitution et ses réseaux de trafic d'êtres humains alimentés grâce à la proximité avec la frontière chinoise et le tourisme frontalier, ainsi que les arnaques en ligne,,,,.

## Histoire

### Escarmouche de 2009
La ville a été au centre de combats lors d'une escarmouche en août 2009 entre des organisations ethniques armées et la Tatmadaw, l'armée birmane. le 24 août, la ville est investi par les troupes de la Tatmadaw. Du 27 au 30 août des combattants de l'armée de l'Alliance nationale démocratique de Birmanie, l'armée de l'alliance nationale démocratique (en) et de l'United Wa State Army ont menés des attaques contre les troupes de la Tatmadaw dans et autour de Laukkai.

### Sous le gouvernement militaire
Après l’escarmouche de Laukkai en 2009, la junte au pouvoir a installé une milice pro-junte dans la ville. La milice s'est ensuite enrichie grâce à la production de drogue, ainsi qu'au jeu et à la prostitution pour les touristes chinois. The Straits Times a rapporté en 2023 qu’environ 40 complexes frauduleux pourraient opérer autour de Laukkai.
Le 17 février 2015, le président birman, Thein Sein, a déclaré l'état d'urgence et la loi martiale pour trois mois au Kokang en réponse à des affrontements entre les troupes birmanes et des combattants (en) de l'armée de l'alliance démocratique nationale de la Birmanie (AADNB), un groupe rebelle. Le couvre-feu a été prolongé le 9 septembre 2019.
Le 6 mars 2017, des membres de l'AADNB ont attaqué 3 casinos. Les casinos appartenaient à une force rivale des gardes-frontières du Kokang. Le raid a entraîné la mort d’une personne et la saisie de dizaines de millions de dollars.

### L'incident 1020
Aux premières heures du 20 octobre 2023, une tentative de sauvetage (zh) d'une centaine de personnes forcées de travailler dans une villa d'un chef de syndicat chinois a mal tourné, les médias chinois ont rapportés que plusieurs citoyens chinois avaient été abattus par des policiers alors qu'ils tentaient de s'échapper. Cet incident a permis à la Chine de crédité les forces anti-junte qui ont ensuite lancer l'opération 1027,.

### Opération 1027
Le 27 octobre 2023, l'alliance rebelle des trois fraternités a lancé une nouvelle offensive contre la Tatmadaw, dans le nord de l’État Shan. L'offensive a vu la AADNB réaliser des gains dans le Kokang, dans le but de reconquérir Laukkai depuis sa défaite en 2009. Les 11 et 12 novembre, la AADNB a commencé à bombarder Laukkai et a finalement encerclé la ville le 14 novembre. Le 12 novembre, les 127 membres du bataillon d'infanterie légère 129 de la Tatmadaw se sont rendus aux forces de la AADNB avec leurs familles près de Laukkai à Konkyan (en).
En raison de la réputation de Laukkai en tant que zone majeure d'escroquerie et trafic, la AADNB a déclaré qu'elle remettrait à la Chine tous les responsables chinois d'escroqueries et trafics capturés. La AADNB a également donné des ordres à ses forces pour protéger les personnes étrangères, secourir les victimes kidnappées et protéger les entreprises chinoises et le projet de pipeline Chine-Birmanie.
Depuis que la AADNB a commencé à se rapprocher de Laukkai, la ville a connu un exode massif. Fin novembre, la AADNB a ouvert un couloir humanitaire permettant aux travailleurs migrants de Laukkai de fuir vers Lashio en passant par les Township de Laukkaing (en) et Kunlong et l'État Wa. Le couloir n'a cependant pas été emprunté par l'ethnie des chinois du Kokang. De nombreux ont fui vers la frontière chinoise, mais les autorités chinoises leur ont tiré des gaz lacrymogènes.

Le 6 décembre, la AADNB s'est emparé de la stratégique colline des Quatre statues bouddhistes après trois jours de combats contre la Tatmadaw. Une pagode est située sur une colline surplombant Laukkai et était le dernier avant-poste de la junte avant Laukkai,.

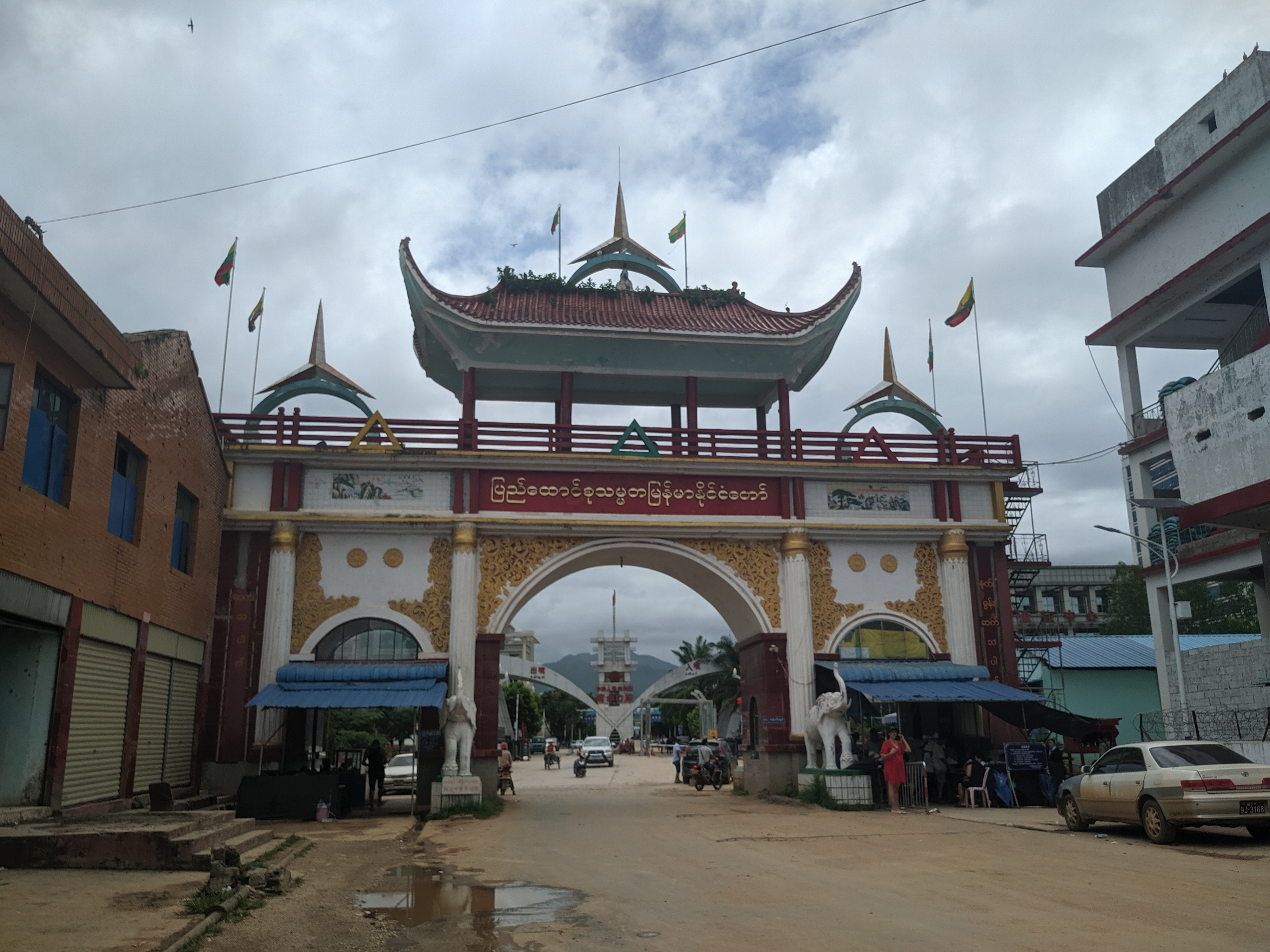
Porte du poste frontière de Yanlonkyaing en 2019

Le 15 décembre, un cessez-le-feu temporaire a été négocié par la Chine entre la Tatmadaw et la AADNB à Kunming. La Chine a également émis le 10 décembre des mandats d'arrêt contre des membres clés des principales familles mafieuses de Laukkai, les accusant d'être les meneurs d'escroqueries dans les télécommunications et en ligne. Parmi eux, l'ancien président de la région, Bai Xuoqian (en). Le cessez-le-feu a pris fin le 18 décembre après que la junte est lancée des frappes aériennes contre une base contrôlée par la AADNB. À la suite de cela, la AADNB a capturé le poste frontière de Yanlonkyaing, à la frontière chinoise, au nord de Laukkai, le 19 décembre,,.
Le 28 décembre, il a été signalé que « la majeure partie » de Laukkai était désormais sous le contrôle da la AADNB, la Tatmadaw abandonnant en grande partie la ville. La AADNB a pris le contrôle en totalité de Laukkai à la suite d'une reddition massive des dernières forces de la junte dans la ville le 5 janvier 2024,. La ville est considérée sous contrôle de l'AADNB à partir de janvier 2024.
Début août 2024, les avions de la Tatmadaw bombardent Laukkai.